# Setge de Khalandritsa
El Setge de Khalandritsa fou un dels combats de la conquesta del Principat d'Acaia.

## Antecedents
L'infant Ferran de Mallorca arribà al Principat d'Acaia el 1315 des de Messina a finals de juny, desembarcant amb cinc-cents cavallers i molts més infants a prop de Clarença, on la guarnició fou derrotada en la batalla de Clarença. Matilda d'Hainaut i Lluís de Borgonya es traslladaren ràpidament a Grècia per prendre possessió del principat, que ja estava ocupat pel seu rival. Matilde va desembarcar a Navarino amb un miler de soldats borgonyons aconseguint el suport de Navarino, Cefalònia i Khalandritsa. Aquestes desercions van provocar que l'infant prengués el castell de Khalandritsa i assetgés infructuosament Patres. A la batalla de Picotin del 22 de febrer del 1316, l'infant derrotà les tropes de Matilda d'Hainaut.

## El setge
Poc després de la batalla de Picotin desembarcava Lluís de Borgonya amb la resta de les tropes, mentre Ferran de Mallorca enviava sengles galeres, demanava suport a Sanç de Mallorca i a la Gran Companyia Catalana, que es trobava a l'Àtica. Lluís de Borgonya atacà infructuosament el Castell de Khalandritsa que estava sota el control de l'infant tot i usar una màquina de setge.

## Conseqüències
Davant del fracàs del setge, Lluís de Borgonya es retirà a Patres, on rebé els reforços del governador de Mistra. Lluís de Borgonya, coneixedor de la pròxima arribada dels reforços enviats per la Companyia Catalana d'Orient des del Ducat d'Atenes i d'altres enviats des del Regne de Mallorca, es decidí a presentar batalla, i Ferran, en lloc d'esperar els reforços en la seguretat de Clarença com li aconsellaven, va sortir al seu encontre i l'infant Ferran de Mallorca va morir decapitat a la batalla de Manolada el 5 de juliol del 1316 abans de l'arribada dels reforços de la companyia.